# Sint-Anna-ter-Woestijne
Sint-Anna-ter-Woestijne was een kartuizerinnenklooster te Sint-Andries (Brugge), gewijd aan de heilige Anna.

## Geschiedenis
Hoewel eerst een stuk grond net buiten de stadspoorten van Brugge aan de kartuizersorde was geschonken, werd op 31 augustus 1350 door de orde van de kartuizers een stuk grond gekocht van de Sint-Andriesabdij te Sint-Andries. De dorre woestijnachtige grond waarop het klooster werd gebouwd, zorgde ervoor dat reeds van het begin 'ter Woestijne' aan de kloosternaam werd toegevoegd.
De keuze van Sint-Anna is te verklaren uit een legende die stelde dat Anna rouwde in de woestijn en daar een boodschap ontving van God.
De eerste zusters kwamen aan op 14 augustus 1350 en konden meteen rekenen op de sympathie van de streekbewoners.
Tijdens de godsdienstoorlogen werd het klooster grondig verwoest, wat meteen ook het einde van Sint-Anna-ter-Woestijne betekende. De zusters vonden hun toevlucht in Brugge, waar ze bleven tot de afschaffing van de kartuizersorde door keizer Jozef II in 1783.